# Баллада о графине Эллен де Курси
«Балла́да о графи́не Элле́н де Курси́, укра́шенная разли́чными сенте́нциями, среди́ кото́рых есть весьма́ заба́вные» — стихотворная баллада Максима Горького, написанная им предположительно в 1896 году и впервые опубликованная в 1917 году. Одно из ранних произведений писателя.
Литературовед Николай Пиксанов датирует балладу первой половиной 1890-х годов, связывая произведение с личными переживаниями писателя в период его увлечения Ольгой Каминской. Согласно воспоминаниям Екатерины Пешковой баллада была написана в 1896 году до отъезда в Крым или в начале 1897 года. Баллада тогда читалась в кругу семьи, но опубликована не была.
В годы Первой мировой войны Горький вернулся к балладе и переработал её. Переработанная редакция относится к 1914—1917 годам. В рукописи переработанного варианта имеется стилистическая правка и два подзаголовка. Первый (зачёркнут): «Приписывается Бернарду де Вайтрадурн, [таланту] труверу доброго короля Рене»; второй: «Приписывается Гюгу де Брюн, труверу доброго короля Рене».
«Баллада о графине Эллен де Курси...» впервые была опубликована в журнале «Летопись», 1917, № 7—8, стр. 81—84. В том же году напечатана с иллюстрациями в петроградском журнале «Свободное искусство» № 6. В 1969 году произведение было опубликовано в третьем томе полного академического собрания сочинений Горького.
Тематически «Баллада о графине Эллен де Курси...» примыкает к ранним рассказам Горького о временах «сильных людей»: «Сказание о графе Этельвуде де Коминь и о монахе Томе Эшере», «Возвращение норманнов из Англии», «Слепота любви», которые были написаны в середине 1890-х годов.

## Научное издание текста
- Баллада о графине Эллен де Курси, украшенная различными сентенциями, среди которых есть весьма забавные // М. Горький. Полное собрание сочинений. Художественные произведения в двадцати пяти томах / Гл. ред. редколлегии серии Л. М. Леонов. — М. : Наука, 1969. — Т. 3: Рассказы, очерки: 1896—1897 / Подготовили текст тома и составили комментарии И. И. Вайнберг, Л. А. Евстигнеева, Ф. Н. Пицкель и др. — С. 160—165. — 600 с. — 300 000 экз.